# Biscuit rose de Reims
Le biscuit rose de Reims est une spécialité culinaire champenoise, dont l'origine remonterait au XVIIe siècle. Il est originaire de Reims, comme son nom l'indique, et est certainement l'une des spécialités locales les plus connues, après le champagne,.

## Histoire
Sa création remonte aux années 1690. À cette date, des boulangers champenois, soucieux d'utiliser la chaleur de leur four après le défournage, eurent l'idée de créer une pâte spéciale qui, après avoir subi une première cuisson, était laissée dans le four à pain où elle finissait de sécher. D'où le mot « bis-cuit », c'est-à-dire cuit deux fois. La recette est inchangée depuis cette date, et c'est sans aucun doute l'un des derniers véritables biscuits cuits deux fois. La maison Fossier est l'une des dernières biscuiteries à fabriquer le biscuit rose.
À l'origine, le biscuit était blanc. Il doit son teint rose au carmin, un colorant rouge naturel ajouté à la recette, produit à partir des femelles de cochenille. Initialement blanc, le biscuit s’est paré de rose afin d’estomper les fines particules noires extraites de la gousse de vanille qui tachetaient sa robe.
Sa tenue, quand il est humidifié, est sans doute due à l’insolubilité du blanc d’œuf contenu dans sa recette, et dans la seconde cuisson douce qu’il subit en étuve. La coutume veut qu'on trempe le biscuit dans du champagne, ou du vin rouge des coteaux champenois (tel le Bouzy rouge), pour le ramollir.
Ce biscuit se mange aussi bien seul qu’accompagné, en ingrédient, ou en décoration de charlottes, tiramisu et autres gâteaux, au même titre que le biscuit à la cuillère ou le boudoir. Outre sa couleur rose, il est caractérisé par une texture craquante et fondante. Son poids traditionnel est de 100 g la douzaine.

## Propriété industrielle et secrets de fabrication

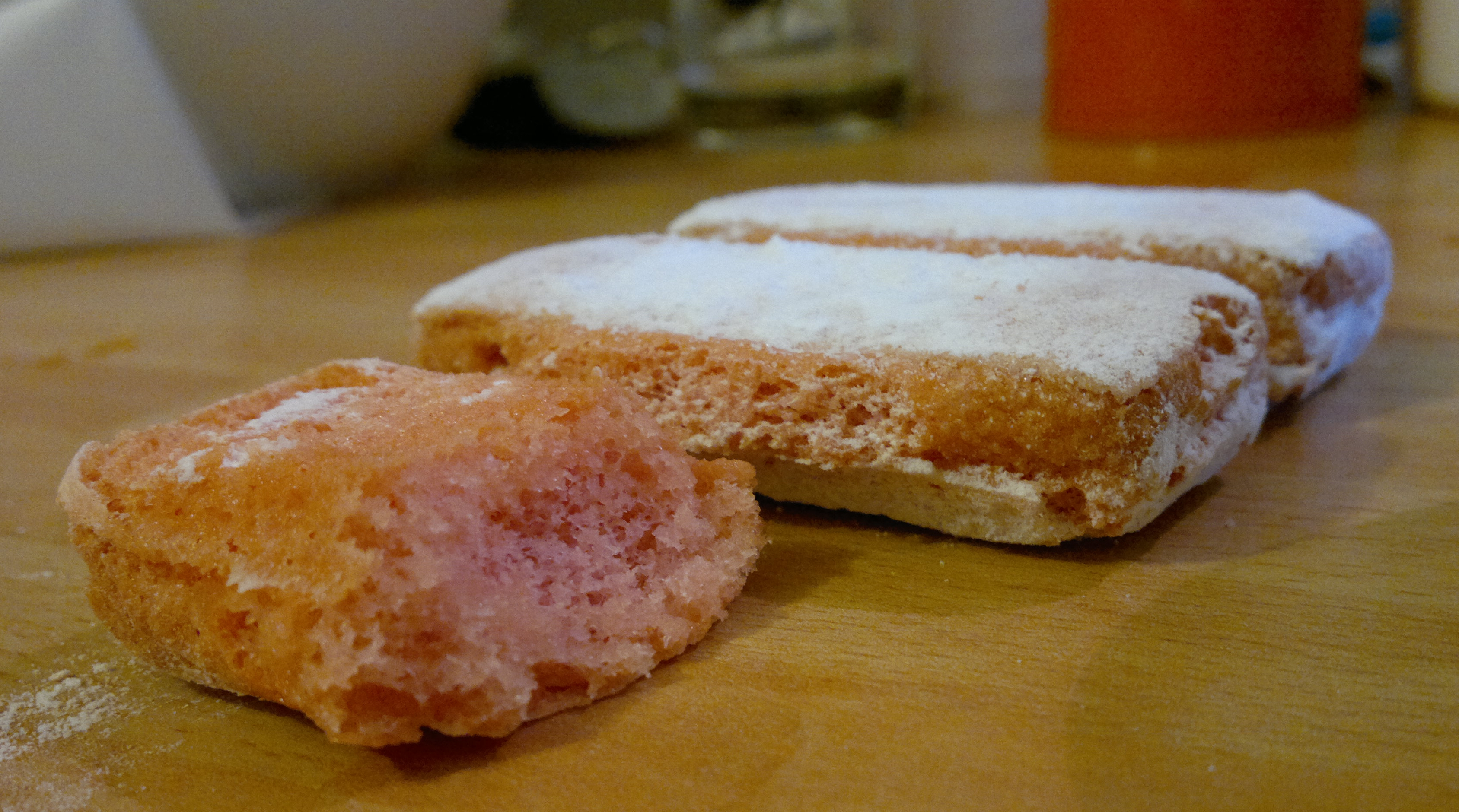
La texture d'un biscuit rose.

L'entreprise Maison Fossier est l'unique actuel dépositaire du savoir-faire et de l'appellation. Elle perpétue ainsi des secrets de fabrication transmis de génération en génération depuis 1756. En 2005, elle a investi 6 millions d'euros de son nouvel outil de production. Son usine rose bonbon peut se visiter.

### Articles en ligne
- Magazine Elle à table : la recette du vacherin glacé aux biscuits roses de Reims[8].
- PetitChef.com : le gâteau moelleux aux biscuits roses de Reims[9].
- L'Union, quotidien régional : « Nécrologie. Le biscuit rose de Reims en deuil », article paru le mardi 30 mars 2010[10]. L'article traite d'une partie récente de l'histoire de la maison Fossier, dernière productrice de biscuits roses de Reims, et des améliorations techniques apportées à la recette en privilégiant le choix des ingrédients.
- La Croix, quotidien national : « L’homme qui a remis le biscuit rose au goût du jour », article de Cécile de Corbières, paru le 1er janvier 2009[7].